# دبیرستان هندرسون‌ویل (تنسی)
دبیرستان هندرسون‌ویل (انگلیسی: Hendersonville High School) یکی از مدرسه‌های عمومی در هندرسون‌ویل، شهرستان سومنر، تنسی است.